# Speak & Spell (album)
Speak & Spell este primul album de studio al formației Depeche Mode.

## Ediții și conținut

### Ediția originală
Ediție comercială în Regatul Unit
cat.# STUMM 5 (album pe disc de vinil de 12", lansat de Mute)
cat.# C STUMM 5 (album pe casetă audio, lansat de Mute)
fața A:
1. "New Life" (Album Version) - 3:43
2. "I Sometimes Wish I Was Dead" (Album Version) - 2:14
3. "Puppets" (Album Version) - 3:55
4. "Boys Say Go!" (Album Version) - 3:03
5. "Nodisco" (Album Version) - 4:11
6. "What's Your Name?" (Album Version) - 2:41

fața B:
1. "Photographic" (Album Version) - 4:44
2. "Tora! Tora! Tora!" (Album Version) - 4:34
3. "Big Muff" (Album Version) - 4:20
4. "Any Second Now" (Voices) - 2:35
5. "Just Can't Get Enough" (Album Version) - 3:40

### Ediția britanică pe CD
Ediție comercială în Regatul Unit
cat.# CD STUMM 5 (album pe CD, lansat de Mute)
1. "New Life" (Album Version) - 3:46
2. "I Sometimes Wish I Was Dead" (Album Version) - 2:18
3. "Puppets" (Album Version) - 3:58
4. "Boys Say Go!" (Album Version) - 3:07
5. "Nodisco" (Album Version) - 4:15
6. "What's Your Name?" (Album Version) - 2:45
7. "Photographic" (Album Version) - 4:44
8. "Tora! Tora! Tora!" (Album Version) - 4:37
9. "Big Muff" (Album Version) - 4:24
10. "Any Second Now" (Voices) - 2:35
11. "Just Can't Get Enough" (Album Version) - 3:44
12. "Dreaming of Me" (Single Version) - 4:03 (extra track)
13. "Ice Machine" (Single Version) - 4:05 (extra track)
14. "Shout!" (Single Version) - 3:46 (extra track)
15. "Any Second Now" (Single Version) - 3:08 (extra track)
16. "Just Can't Get Enough" (Schizo Mix) - 6:44 (extra track)

### Ediția americană pe CD
Ediție comercială în SUA
cat.# 3642-2 (album pe CD, lansat de Sire)
1. "New Life" (Remix) - 3:58
2. "Puppets" (Album Version) - 3:57
3. "Dreaming of Me" (Single Version) - 3:42
4. "Boys Say Go!" (Album Version) - 3:04
5. "Nodisco" (Album Version) - 4:13
6. "What's Your Name?" (Album Version) - 2:41
7. "Photographic" (Album Version) - 4:58
8. "Tora! Tora! Tora!" (Album Version) - 4:24
9. "Big Muff" (Album Version) - 4:21
10. "Any Second Now" (Voices) - 2:33
11. "Just Can't Get Enough" (Schizo Mix) - 6:41

### Edițiile americană pe vinil (12") și pe casetă audio (MC)
Ediții comerciale în SUA
cat.# SRK 3642 (album pe disc de vinil de 12", lansat de Sire)
cat.# M5S 3642 (album pe casetă audio, lansat de Sire)
fața A:
1. "New Life" (Remix) - 3:56
2. "Puppets" (Album Version) - 3:57
3. "Dreaming of Me" (Single Version) - 3:42
4. "Boys Say Go!" (Album Version) - 3:04
5. "Nodisco" (Album Version) - 4:13
6. "What's Your Name?" (Album Version) - 2:41

fața B:
1. "Photographic" (Album Version) - 4:58
2. "Tora! Tora! Tora!" (Album Version) - 4:24
3. "Big Muff" (Album Version) - 4:21
4. "Any Second Now" (Voices) - 2:33
5. "Just Can't Get Enough" (Schizo Mix) - 6:41

### Ediția britanică pe CD, remasterizată
Ediție comercială în Regatul Unit
cat.# CDX STUMM 5 (album pe CD, lansat de Mute, album remasterizat), lansat la 3 aprilie 2006
1. "New Life" (Album Version) - 3:46
2. "I Sometimes Wish I Was Dead" (Album Version) - 2:18
3. "Puppets" (Album Version) - 3:58
4. "Boys Say Go!" (Album Version) - 3:07
5. "Nodisco" (Album Version) - 4:15
6. "What's Your Name?" (Album Version) - 2:45
7. "Photographic" (Album Version) - 4:44
8. "Tora! Tora! Tora!" (Album Version) - 4:37
9. "Big Muff" (Album Version) - 4:24
10. "Any Second Now" (Voices) - 2:35
11. "Just Can't Get Enough" (Album Version) - 3:44
12. "Dreaming of Me" (Single Version) - 4:03

### Ediția remasterizată pe vinil (12")
Ediție comercială în Regatul Unit
cat.# DM LP 1 (album pe disc de vinil de 12", lansat de Mute, album remasterizat), lansat la 12 martie 2007
fața A:
1. "New Life" (Album Version) - 3:46
2. "I Sometimes Wish I Was Dead" (Album Version) - 2:18
3. "Puppets" (Album Version) - 3:58
4. "Boys Say Go!" (Album Version) - 3:07
5. "Nodisco" (Album Version) - 4:15
6. "What's Your Name?" (Album Version) - 2:45

fața B:
1. "Photographic" (Album Version) - 4:44
2. "Tora! Tora! Tora!" (Album Version) - 4:37
3. "Big Muff" (Album Version) - 4:24
4. "Any Second Now" (Voices) - 2:35
5. "Just Can't Get Enough" (Album Version) - 3:44
6. "Dreaming of Me" (Single Version) - 4:03

### Ediția remasterizată cu bonus DVD (SACD/CD+DVD)
Ediție comercială în Regatul Unit
cat.# DM CD 1 (album pe SACD+DVD, lansat de Mute, album remasterizat), lansat la 3 aprilie 2006
Ediție comercială în SUA
cat.# R2 77593 (album pe CD+DVD, lansat de Sire/Reprise/Rhino, album remasterizat), lansat la 6 iunie 2006
SACD/CD:
1. "New Life" (Album Version) - 3:46
2. "I Sometimes Wish I Was Dead" (Album Version) - 2:18
3. "Puppets" (Album Version) - 3:58
4. "Boys Say Go!" (Album Version) - 3:07
5. "Nodisco" (Album Version) - 4:15
6. "What's Your Name?" (Album Version) - 2:45
7. "Photographic" (Album Version) - 4:44
8. "Tora! Tora! Tora!" (Album Version) - 4:37
9. "Big Muff" (Album Version) - 4:24
10. "Any Second Now" (Voices) - 2:35
11. "Just Can't Get Enough" (Album Version) - 3:44
12. "Dreaming of Me" (Single Version) - 4:03

DVD:
1. "New Life" (Album Version) - 3:46
2. "I Sometimes Wish I Was Dead" (Album Version) - 2:18
3. "Puppets" (Album Version) - 3:58
4. "Boys Say Go!" (Album Version) - 3:07
5. "Nodisco" (Album Version) - 4:15
6. "What's Your Name?" (Album Version) - 2:45
7. "Photographic" (Album Version) - 4:44
8. "Tora! Tora! Tora!" (Album Version) - 4:37
9. "Big Muff" (Album Version) - 4:24
10. "Any Second Now" (Voices) - 2:35
11. "Just Can't Get Enough" (Album Version) - 3:44
12. "Dreaming of Me" (Single Version) - 4:03
13. "Ice Machine" (Single Version) - 4:05
14. "Shout" (Single Version) - 3:46
15. "Any Second Now" (Single Version) - 3:08
16. "Just Can't Get Enough" (Schizo Mix) - 6:44
17. "Depeche Mode 1980-1981" (Do we really have to give up our day jobs?) - 28:20

### Mostră promoțională
Ediție comercială în SUA
cat.# PRO-A-1025 (mostră promoțională de album, pe disc de vinil de 12", lansat de Sire)
fața A:
1. "Big Muff" (Album Version) - 4:21
2. "Photographic" (Album Version) - 4:44

fața B:
1. "Nodisco" (Album Version) - 4:13
2. "Boys Say Go!" (Album Version) - 3:04

## Discuri single

### În Regatul Unit
1. "Dreaming of Me" (20 februarie 1981)
2. "New Life" (13 iunie 1981)
3. "Just Can't Get Enough" (7 septembrie 1981)

### În SUA
1. "Just Can't Get Enough" (18 februarie 1982)